# Бринсон, Льюис
Льюис Ламонт Бринсон (англ. Lewis Lamont Brinson, 8 мая 1994, Форт-Лодердейл, Флорида) — американский бейсболист, аутфилдер клуба Главной лиги бейсбола «Майами Марлинс».

## Биография
Льюис Бринсон родился 8 мая 1994 года в городе Форт-Лодердейл во Флориде. В 2012 году он окончил старшую школу в Корал-Спрингс. В течение четырёх лет он был игроком стартового состава её бейсбольной команды, три раза выходил с ней в плей-офф. Спортивную стипендию Бринсону предлагал Флоридский университет. На драфте Главной лиги бейсбола 2012 года он был выбран клубом «Техас Рейнджерс» в первом раунде. В июне того же года он подписал контракт, приняв решение начат профессиональную карьеру.
В профессиональном бейсболе Бринсон дебютировал в 2012 году в Аризонской лиге для новичков. Он отбивал с показателем 28,3 %, украл 14 баз. После завершения сезона журнал Baseball America включил его в число двадцати лучших проспектов лиги. В 2013 году он выступал в Южно-Атлантической лиге в составе «Хикори Кроудэдс». В играх регулярного чемпионата Бринсон получил 191 страйкаут, худший показатель в лиге. При этом он выбил 21 хоум-ран и украл 24 базы. Сезон 2014 года он начал в составе «Хикори», где отбивал с эффективностью 33,5 %. После успешного старта Бринсона перевели в состав «Миртл-Бич Пеликанс», где его показатель эффективности игры на бите снизился до 24,6 %. По ходу чемпионата 2015 года Бринсон прошёл несколько уровней фарм-системы, сыграв за «Хай-Дезерт Маверикс», «Фриско Рафрэйдерс» и «Раунд-Рок Экспресс». Его показатель отбивания по итогам сезона составил 33,2 %. Журнал Baseball America включил его в сборную всех звёзд младших лиг на позиции центрфилдера.
По ходу чемпионата 2016 года Бринсон был обменян в «Милуоки Брюэрс». Суммарно он сыграл в 104 матчах за «Фриско» и «Колорадо-Спрингз Скай Сокс», отбивая с показателем 26,8 %, выбил 15 хоум-ранов и украл 17 баз. При этом в играх за «Скай Сокс» его эффективность составила 38,2 %. В январе 2017 года Бринсон стал одним из пяти бейсболистов «Брюэрс», вошедших в список ста лучших молодых игроков по версии официального сайта Главной лиги бейсбола. В 2017 году, несмотря на несколько травм, он был одним из лидеров «Скай Сокс», в 76 сыгранных матчах отбивая с показателем 33,1 %. В июне Бринсон дебютировал за «Милуоки» в Главной лиге бейсбола, но на более высоком уровне действовал не так эффективно. В 55 выходах на биту он отбивал с показателем 10,6 %, получив 17 страйкаутов. При этом, благодаря своему атлетизму, он хорошо проявил себя в защите. В январе 2018 года Бринсон вместе с Исаном Диасом, Монте Харрисоном и Джорданом Ямамото был обменял в «Майами Марлинс» на аутфилдера Кристиана Йелича.
В составе «Марлинс» в 2018 году Бринсон отбивал с показателем 19,8 %, выбив 11 хоум-ранов и набрав 42 RBI. При этом он заработал 17 уоков при 120 страйкаутах. В сезоне 2019 года ему не удалось улучшить свою игру на бите. В Главной лиге бейсбола Бринсон сыграл в 75 матчах, отбивая с эффективностью 17,3 %. Ещё 81 матч он сыграл на уровне AAA-лиги в составе «Нью-Орлеан Бейби Кейкс», где игрок провёл три месяца в середине чемпионата. Третий сезон в составе Майами он провёл нестабильно, но повысил эффективность игры на бите. По итогам 47 сыгранных матчей его показатель отбивания вырос до 22,6 %. Заметно лучше Бринсон отбивал против питчеров-левшей: 26,0 % против 19,6 %.